# Premi Auditori Manga Barcelona
El Premi Auditori o Premi Auditori Manga Barcelona és un premi del públic del Manga Barcelona amb el qual els assistens poden votar al seu anime o pel·lícula preferida de totes les estrenes projectades durant la convenció. L'anime o pel·lícula guanyadora és aquella que obté més vots dels espectadors. Ficomic va introduir al palmarès aquest premi el 2018, al 24 Manga Barcelona.
Les pel·lícules es projecten en versió original amb subtitulació en català o castellà.

## Palmarès
| Edició | Títol internacional/original                                                                | Doblatge en català                                                                          | Direcció                                                                                    |
| --- | ------------------------------------------------------------------------------------------- | ------------------------------------------------------------------------------------------- | ------------------------------------------------------------------------------------------- |
| 2018 |                                                                                             |                                                                                             |                                                                                             |
| I Want to Eat Your Pancreas (君の膵臓をたべたい, Kimi no Suizō o Tabetai) | Vull menjar-me el teu pàncrees                                                              | Shinichirō Ushijima                                                                         |                                                                                             |
| Mary and the Witch's Flower (メアリと魔女の花 , Meari to Majo no Hana) | Mary i la flor de la bruixa                                                                 | Hiromasa Yonebayashi                                                                        |                                                                                             |
| Maquia: When the Promised Flower Blooms (さよならの朝に約束の花をかざろう, Sayonara no Asa ni Yakusoku no Hana o Kazarō)                                                                          | -                                                                                           | Mari Okada                                                                                  |                                                                                             |
| Inuyashiki (いぬやしき) | -                                                                                           | Shinsuke Sato                                                                               |                                                                                             |
| Bungo Stray Dogs: Dead Apple (文豪ストレイドッグス デッドアップル, Bungō Sutorei Doggusu Deddo Appuru)                                                                                            | -                                                                                           | Takuya Igarashi                                                                             |                                                                                             |
| Tokyo Ghoul (東京喰種, Tōkyō Gūru) | -                                                                                           | Kentarō Hagiwara                                                                            |                                                                                             |
| Mirai (未来のミライ, Mirai no Mirai) | Mirai, la meva germana petita                                                               | Mamoru Hosoda                                                                               |                                                                                             |
| 2019 |                                                                                             |                                                                                             |                                                                                             |
| One Piece: Stampede (ワンピーススタンピード, Wan Pīsu Sutanpīdo) | One Piece: Estampida                                                                        | Takashi Ōtsuka                                                                              |                                                                                             |
| Assassination Classroom (暗殺教室, Ansatsu kyōshitsu) | Assassination Classroom                                                                     | Eiichirō Hasumi                                                                             |                                                                                             |
| Black Fox | -                                                                                           | Kazuya Nomura, Keisuke Shinohara                                                            |                                                                                             |
| Children of the Sea (海獣の子供, Kaijū no Kodomo) | -                                                                                           | Ayumu Watanabe                                                                              |                                                                                             |
| Genocidal Organ (虐殺器官, Gyakusatsu kikan) | -                                                                                           | Shûkô Murase                                                                                |                                                                                             |
| Ride your wave (きみと、波にのれたら, Kimi to, Nami ni Noretara) | L'amor és a l'aigua                                                                         | Masaaki Yuasa                                                                               |                                                                                             |
| Sadako (貞子) | -                                                                                           | Hideo Nakata                                                                                |                                                                                             |
| Shin chan y KulETE el extraterrestre (クレヨンしんちゃん: 襲来！！宇宙人シリリ, Crayon Shinchan: Shūrai! Uchūjin Shiriri)                                                                         | -                                                                                           | Masakazu Hashimoto                                                                          |                                                                                             |
| 2020 | Edició presencial anul·lada degut a la pandèmia de COVID-19. No hi va haver Premi Auditori. | Edició presencial anul·lada degut a la pandèmia de COVID-19. No hi va haver Premi Auditori. | Edició presencial anul·lada degut a la pandèmia de COVID-19. No hi va haver Premi Auditori. |
| 2021 |                                                                                             |                                                                                             |                                                                                             |
| Belle (竜とそばかすの姫, Ryū to Sobakasu no Hime) | Belle                                                                                       | Mamoru Hosoda                                                                               |                                                                                             |
| Josee, the Tiger and the Fish (ジョゼと虎と魚たち, Joze to Tora to Sakanatachi) | Josee, el tigre i els peixos                                                                | Kotaro Tamura                                                                               |                                                                                             |
| Pompo: The Cinéphile (映画大好きポンポさん, Eiga daisuki Pompo-san) | -                                                                                           | Takayuki Hirao                                                                              |                                                                                             |
| Hug! Pretty Cure Futari wa Pretty Cure: All Stars Memories (映画 HUGっと!プリキュア♡ふたりはプリキュア オールスターズメモリーズ, Eiga Hagutto! Purikyua ♡ Futari wa Purikyua Ōru Sutāzu Memorīzu) | -                                                                                           | Hiroshi Miyamoto                                                                            |                                                                                             |
| The Deer King (鹿の王, Shika no Ō) | The Deer King: El rei cérvol                                                                | Masashi Ando i Masayuki Miyaji                                                              |                                                                                             |
| Penguin Highway (ペンギン・ハイウェイ) | -                                                                                           | Hiroyasu Ishida                                                                             |                                                                                             |
| Beyond the Infinite Two Minutes (ドロステのはてで僕ら, Dorosute no hate de bokura) | -                                                                                           | Junta Yamaguchi                                                                             |                                                                                             |
| 2022 |                                                                                             |                                                                                             |                                                                                             |
| Sing a Bit of Harmony (アイの歌声を聴かせて, Ai no Utagoe o Kikasete) | lit. Canta amb una espurna d'harmonia                                                       | Yasuhiro Yoshiura                                                                           |                                                                                             |
| Inu-Oh (犬王) | Inu-Oh                                                                                      | Masaaki Yuasa                                                                               |                                                                                             |
| Goodbye, Don Glees! (グッバイ、ドン・グリーズ!, Gubbai, Don Gurīzu!) | Fins aviat, Don Glees!                                                                      | Atsuko Ishizuka                                                                             |                                                                                             |
| Jujutsu Kaisen 0 (呪術廻戦 0 東京都立呪術高等専門学校, Jujutsu Kaisen Zero Tōkyō Toritsu Jujutsu Kōtō Senmon Gakkō)                                                                               | Jujutsu Kaisen 0                                                                            | Sunghoo Park                                                                                |                                                                                             |
| One Piece Film: Red | One Piece Film: Red                                                                         | Gorō Taniguchi                                                                              |                                                                                             |
| Shin Ultraman (シン・ウルトラマン, Shin Urutoraman) | -                                                                                           | Shinji Higuchi                                                                              |                                                                                             |
| The Quintessential Quintuplets (映画 五等分の花嫁, Eiga Go-Tōbun no Hanayome) | -                                                                                           | Masato Jinbo                                                                                |                                                                                             |
| Blue Thermal (ブルーサーマル -青凪大学体育会航空部-, Burū Sāmaru: Aonagi Daigaku Taiiku-kai Kōkū-bu)                                                                                              | Blue Thermal                                                                                | Masaki Tachibana                                                                            |                                                                                             |
| 2023 |                                                                                             |                                                                                             |                                                                                             |
| Detective Conan: Black Iron Submarine (名探偵コナン 黒鉄の魚影, Meitantei Konan: Kurogane no Sabumarin)                                                                                           | Detectiu Conan: Black iron submarine                                                        | Yuzuru Tachikawa                                                                            |                                                                                             |
| The First Slam Dunk | The First Slam Dunk                                                                         | Takehiko Inoue                                                                              |                                                                                             |
| Lonely Castle in the Mirror (かがみの孤城, Kagami no Kojō) | -                                                                                           | Keiichi Hara                                                                                |                                                                                             |
| The Tunnel to Summer, the Exit of Goodbyes (夏へのトンネル、さよならの出口, Natsu e no Tonneru, Sayonara no Deguchi)                                                                              | El túnel dels desitjos                                                                      | Tomohisa Taguchi                                                                            |                                                                                             |
| Mobile Suit Gundam: Cucuruz Doan's Island (機動戦士ガンダム ククルス・ドアンの島, Kidō Senshi Gandamu: Kukurusu Doan no Shima)                                                                    | -                                                                                           | Yoshikazu Yasuhiko                                                                          |                                                                                             |
| Digimon Adventure 02: The Beginning (デジモンアドベンチャー02 THE BEGINNING, Dejimon Adobenchā Zero Tsū: Za Biginingu)                                                                            | Digimon Adventure 02: The Beginning                                                         | Tomohisa Taguchi                                                                            |                                                                                             |
| 2024 |                                                                                             |                                                                                             |                                                                                             |
| Blue Giant (ブルージャイアント) | Blue Giant                                                                                  | Yuzuru Tachikawa                                                                            |                                                                                             |
| Ghost Cat Anzu (化け猫あんずちゃん, Bakeneko Anzu-chan) | Anzu, gat fantasma                                                                          | Yōko Kuno i Nobuhiro Yamashita                                                              |                                                                                             |
| Detective Conan: The Million-dollar Pentagram (名探偵コナン 100万ドルの五稜星, Meitantei Conan: Hyaku Man Doru no Michishirube)                                                                   | El detectiu Conan: The Million Dollar Pentagram                                             | Chika Nagaoka                                                                               |                                                                                             |
| Shirobako, the Movie (劇場版 SHIROBAKO, Gekijōban Shirobako) | -                                                                                           | Tsutomu Mizushima                                                                           |                                                                                             |
| The Colors Within (Kimi no Iro, きみの色) | El teu color                                                                                | Naoko Yamada                                                                                |                                                                                             |